# Казандол
Казандол (мкд. Казандол, тур. Kızıldoğan) је насеље у Северној Македонији, у југоисточном делу државе. Казандол је насеље у оквиру општине Валандово.

## Географија
Казандол је смештен у југоисточном делу Северне Македоније. Од најближег града, Валандова, насеље је удаљено 7 km јужно.
Насеље Казандол се налази у историјској области Бојмија. Насеље је положено у на брдима источно од долине Вардара, на приближно 370 метара надморске висине. 
Месна клима је измењена континентална са значајним утицајем Егејског мора (жарка лета).

## Становништво
Деделија је према последњем попису из 2002. године имала 147 становника. По попису из 1994. године насеље је имало 151 становника.
Већинско становништво у насељу су Турци.
Претежна вероисповест месног становништва је ислам.